# Comisión Ballenera Internacional
La Comisión Ballenera Internacional (CBI), en inglés, International Whaling Commission (IWC), es un organismo internacional creado el 2 de diciembre de 1946 por la Convención Internacional para la Regulación de la Caza de Ballenas, firmada en Washington, que se fundó con la finalidad de regular la caza y el comercio de cetáceos. La sede central de la CBI se encuentra Cambridge , Inglaterra. Consta de tres comités principales: Científico, Técnico y Finanzas y administración.
Tradicionalmente, la CBI se reúne anualmente los meses de mayo o junio.  Cada estado participante está representado por un comisionado, que puede estar acompañado de expertos y asesores.

## Antecedentes
De acuerdo al autor Philip Hoare, los intentos por llegar a acuerdos internacionales para controlar la caza de cetáceos se remontan por lo menos a 1935. En este año la Liga de las Naciones auspició un primer borrador que solo fue aprobado por Gran Bretaña y Noruega, las dos mayores naciones balleneras con una participación del 95% de las más de treinta mil ballenas cazadas anualmente. 
El año siguiente se celebró el primer intento de una Conferencia Internacional Ballenera, pero solo asistieron dos miembros de los convocados: Gran Bretaña y Noruega. Alemania envió un observador con la misión de dejar en claro que quería «completa libertad de acción, pues era el principal consumidor mundial de aceite de ballena».
En 1937 se celebró en Londres una conferencia internacional con representantes de Sudáfrica, Estados Unidos, Argentina, Australia, Alemania, Irlanda, Nueva Zelanda y Noruega. En la intervención de Gran Bretaña, el entonces Ministro de Agricultura y Pesca advirtió que «la ballena azul sería exterminada si las cosas seguían como andaban, y la industria ballenera del Antártico pronto tendría que cerrar». En esta conferencia se pactó que se prohibiría, bajo marcos de legalidad internacionales, la caza pelágica durante nueve meses del año. Así mismo se dictaminó la protección total de las hembras y sus crías y se reglamentaron zonas de reservas donde los buques cazadores no podrían ingresar.

## Moratoria de 1986
La década de 1970 vio el inicio del movimiento mundial contra la caza de ballenas. En 1972, la Conferencia de las Naciones Unidas sobre el Medio Ambiente Humano en Estocolmo aprobó una propuesta que recomendaba una moratoria de diez años sobre la caza comercial de cetáceos para permitir que las poblaciones de ballenas pudiesen recuperarse. Los informes de la Convención sobre el Comercio Internacional de Especies Amenazadas en 1977 y 1981 identificó a varias especies de ballenas en peligro de extinción.
En 1982 la CBI determinó el fin de la caza comercial, a través de una moratoria internacional sobre la caza de ballenas, la que se hizo efectiva en la temporada 1985-1986. Mientras Islandia y Corea del Sur usaron el reglamento para conseguir permisos especiales, Japón, Noruega, Perú y la Unión Soviética desafiaron la decisión al continuar cazando, ya que la moratoria no se basaba en el asesoramiento del Comité Científico. Japón y Perú finalmente cambiarían de posición debido a las presiones ejercidas por los Estados Unidos. En 1987 la Unión Soviética suspendió también la captura de ballenas.
A pesar de la moratoria, el artículo VIII del Convención que reglamenta la caza de la ballena permite la captura con fines científicos. Valiéndose de esta excepción, Japón finalmente reconoce la prohibición comercial, pero inicia la caza científica. Japón caza unas 400 ballenas al año. Se requiriere una mayoría del 75% de los países miembros para revocar la medida.

## Países miembros
La CBI está conformada por 88 países miembros, entre los cuales se encuentran Alemania, Argentina, Brasil, Chile, Colombia, Costa Rica, Ecuador, República Dominicana, Estados Unidos, España, Inglaterra, México, Países Bajos, Nueva Zelanda, Uruguay y Perú.
Dentro de los países miembros de la CBI hay dos posturas: los países que buscan proteger y conservar a los cetáceos y aquellos países que promueven la caza controlada para uso comercial, como son Noruega, Islandia y Japón. En diciembre de 2018 Japón anunció su retiro de la Comisión para reanudar la caza comercial de ballenas.